# Nympharescus
Nympharescus is een geslacht van kevers uit de familie bladkevers (Chrysomelidae).
De wetenschappelijke naam van het geslacht werd in 1905 gepubliceerd door Julius Weise.

## Soorten
- Nympharescus albidipennis Weise, 1910
- Nympharescus emarginatus Weise, 1910
- Nympharescus oculletus Weise, 1910
- Nympharescus proteus Weise, 1913
- Nympharescus separatus (Baly, 1858)
- Nympharescus turbatus Weise, 1913